# 中国人民解放军第十九军
中国人民解放军第十九军，1949年5月由中原军区下属的陕南军区组建。

## 历史
1945年12月在山西洪洞县组建晋冀鲁豫军区第八纵队第24旅。旅直由太岳军区第三军分区抽调组建，该军区前身为山西新军第212旅。因原定陈赓谢富治的第四纵队赴东北计划未实行，第八纵队机关始终未成立。1946年1月，第八纵队番号取消，第24旅改称太岳军区独立旅。1947年5月，又改称第12旅，隶属于太岳军区。旅长刘金轩，政委李耀，副旅长兼参谋长符先辉，副政委张明。
1947月8月，第12旅随陈谢兵团渡黄河南下。9月上旬灵陕战役后，主力挥师东进，第12旅与西北民主联军第38军第17师西进开辟陕南根据地，牵制分散胡宗南部兵力。1947年11月第12旅兼豫陕鄂军区第四军分区。1948年6月划归新成立的陕南军区（司令员刘金轩），旅长薛克忠，政委谭友夫，辖第34团、第35团、郧白独立团。第36团由军区直属。参加襄樊战役，自身伤亡1100余人，歼敌6900人。参加淮海战役，自身伤亡2000余人，其中牺牲1000余人，歼敌2716人，34团与17师51团、35团与郧白独立团临时合并为各1个团。
1949年5月陕南军区组建第19军。辖：
- 第55师：师长符先辉，政委张明
  - 第163团：1937年12月山西新军决死二纵队六总队。1939年改编为独二旅第29团。1940年2月北上晋西北边区改编为决死二纵队六团。1940年11月为晋西北八分区6团。1942年冬改称六支队。1945年4月为豫西军区二分区特务团。1945年9月改为豫西军区二分区特务一团。后为八纵24旅70团、太岳独立旅70团，12旅34团。为军、师第一主力团，号称“老六团”。
  - 第164团：1938年12月夏县、平陆、芮城、垣曲4县人民抗日武装自卫总队合编为山西新军政治保卫第三支队。1939年7月改编为213旅59团。1940年春开赴太岳区与26团、洪原游击队合编为决死一纵队59团。1945年9月，59团为主，合并陕洛独立团、宜渑独立团，改编为豫西军区二分区特务二团。后为八纵队24旅71团、太岳独立旅71团、12旅35团。
  - 第165团：原杨虎城陕军第三十八军第17师51旅102团。1945年7月，第38军17师起义投奔八路军。1946年9月改编为西北民主联军第38军第17师第51团。1949年5月调入第55师为第165团。1953年5月改编为第55师炮兵第306团。
- 第57师：原杨虎城陕军第三十八军第17师。1945年7月，第38军17师起义投奔八路军。1946年9月改编为西北民主联军第38军第17师。1949年5月改编为第57师。1952年6月改编为石油工程第一师。
  - 第169团：1938年9月稷山支队和安邑支队合编为山西新军教导第三总队。1938年12月，以三总队为基础，把晋西南三角地区各县抗日武装整编为山西新军政治保卫第一支队。1939年7月，改编为212旅，辖54、55、56团。1940年春转移到太岳区。1942年5月，212旅并入太岳四分区，所属3个团合编为第54团。后为八纵24旅72团（团长符先辉、政委张文彬）、太岳独立旅72团，12旅36团。1949年5月调入新建第57师为第169团。1952年6月调第55师。1953年5月改为165团。
  - 第170团
  - 第171团

1962年11月，第55师参加了中印边界自卫反击战，歼灭西山口和申隔宗地区印军920人，自身伤亡261人。毛泽东接见第55师政委徐肇基时评价该师“走得快、打的好”。